# Liberálně sociální unie
Liberálně sociální unie byl volební subjekt účastnící se československých voleb v roce 1992, který získal ve volbách do České národní rady 6,52 % hlasů. Šlo o koalici, která však byla oficiálně zaregistrována jako politické hnutí s kolektivním členstvím. Tvořila ho Strana zelených, Československá strana socialistická (od roku 1993 přejmenovaná na Liberální stranu národně sociální, později Česká strana národně sociální), Zemědělská strana a Hnutí zemědělců a nezávislých osobností. Volebním lídrem byl předseda Zemědělské strany František Trnka. Svým programem bylo toto uskupení zaměřeno na středové voliče.
Před volbami 1996 se část rozpadajícího se uskupení sloučila (společně s Křesťanskosociální unií) s Českomoravskou stranou středu ČMSS v Českomoravskou unii středu (ČMUS).
ČMUS se po neúspěchu ve volbách v roce 1996 postupně integrovala s moravskými stranami (nejsilnější složka integrované strany byla ostatně původně vůdčím moravským hnutím). Nejprve 5. dubna 1997 s Moravskou národní stranou (MNS), čímž vznikla Moravská demokratická strana (MDS), a 17. prosince 2005 i s Hnutím samosprávné Moravy a Slezska (HSMS), což vedlo k vzniku strany s názvem Moravané.

## Členské strany
| Strana | Strana                              | Ideologie             | Lídr            | Mandáty (1992) | Mandáty (1992) | Mandáty (1992) | Mandáty (1992) |
| Strana | Strana                              | Ideologie             | Lídr            | ČNR            | SL FS          | SN FS          | Clk.           |
| ------ | ----------------------------------- | --------------------- | --------------- | -------------- | -------------- | -------------- | -------------- |
|        | Zemědělská strana                   | Agrarismus            | František Trnka | 8              | 2              | 3              | 13             |
|        | Československá strana socialistická | Sociální liberalismus | Ladislav Dvořák | 5              | 1              | 1              | 7              |
|        | Strana zelených                     | Zelená politika       | Aleš Mucha      | 3              | 2              | 1              | 6              |
|        | Hnutí zemědělců a nezávislých       | Agrarismus            |                 | 2              | 2              | –              | 4              |

## Volební výsledky

Výsledky LSU ve volbách do České národní rady v roce 1992.

### Česká národní rada
| Volby | Hlasy   | Hlasy | Mandáty | Mandáty |
| Volby | Abs.    | %     | Abs.    | ±       |
| ----- | ------- | ----- | ------- | ------- |
| 1992  | 421 988 | 6.5   | 16/200  | ▲16     |

### Sněmovna lidu Federálního shromáždění
| Volby | Hlasy   | Hlasy | Mandáty | Mandáty |
| Volby | Abs.    | %     | Abs.    | ±       |
| ----- | ------- | ----- | ------- | ------- |
| 1992  | 378 962 | 5.8   | 7/150   | ▲7      |

### Sněmovna národů Federálního shromáždění
| Volby | Hlasy   | Hlasy | Mandáty | Mandáty |
| Volby | Abs.    | %     | Abs.    | ±       |
| ----- | ------- | ----- | ------- | ------- |
| 1992  | 393 182 | 6.1   | 5/150   | ▲5      |